# ساكن عيدروس (الوضيع)

تعديل مصدري - تعديل

ساكن عيدروس هي إحدى قرى عزلة  الوضيع بمديرية الوضيع التابعة لمحافظة أبين، بلغ تعداد سكانها 120 نسمة حسب تعداد اليمن لعام 2004.